# David Permut
David Un. Permut (23 de marzo de 1954) es productor estadounidense de cine y televisión. En 1979 fue el productor de Richard Pryor: Live in Concert (el primer concierto teatral de comedia en vivo), y Dragnet (1987), un ejemplo temprano de rehacer una serie televisiva en una película. Recientemente produjo la Segunda Guerra Mundial Desmond Doss biopic Hacksaw Ridge (2016). Es dueño y presidente de Permut Presentations, Inc. de Los Ángeles. Desde 1999 ha mantenido una segunda casa en Palm Springs, California.

## Trabajo de largometraje
Desde sus primeros días de trabajo con Bill Sargent como un productor fuerte, con 21 años,  intentó algo inaudito rodando la obra de teatro en vivo Give em' Hell,Harry!  protagonizando por James Whitmore en una solo toma, que fue nominada para un Premio de la Academia. El logro histórico de la primera película teatral de comedia en vivo, de 1979 Richard Pryor: Live in Concert, puso verdaderamente a Permut en el mapa y disparó su carrera. A través de su bandera Permut Presentations, David Permut ha sido un proveedor prolífico de películas críticas y de éxito comercial para los grandes estudios, redes y grandes sellos independientes en todo el mundo. David ha estrenado películas en todos los grandes festivales de cine que incluyen Cannes, Venice, Toronto, Sundance, SXSW y Tribeca.
Produzca dos de las películas de mayor recaudación en 1987, Dragnet y Fecha Ciega. La fecha ciega fue el primer largometraje protagonizando Bruce Willis, mientras que Dragnet fue la película que empezó la tendencia de adaptar programas televisivos a largometrajes.
Permut está lanzando dos películas para 2017. Pegando Henry liderado por J.K. Simmons y Sarah Silverman se estrenó en SXSW en 2016 y se estrenará en febrero de 2017. La película más nueva de Permut, la muy esperada comedia El rey de la polca protagonizada por Jack Black, Jenny Slate, Jason Schwartzman y Jacki tuvo su estreno mundial en Sundance 2017. La película está dirigida por Maya Forbes y Wally Wolodarsky, sigue la historia de Jan Lewan y su viaje de convertirse en el rey de polka para aterrizar en la prisión por la polka más grande y posiblemente con el Esquema de Ponzi.

## Trabajo de televisión
Los créditos de la producción de la televisión de Permut, incluyen Mistress (1987) para CBS, Love Leads the Way (1984) para ABC/Disney (1984), "A Triumph of the Heart: The Ricky Bell Story" y Rompiendo El Silencio (1992), ambos para CBS.
Él está desarrollando activamente una serie de proyectos de televisión, que incluyen el Grupo 93, basado en el libro Without A Badge escrita por Mark Seal de Vanity Fair, sobre la vida del oficial de policía estadounidense, Jerry Speziale y Bass una miniserie occidental sobre el exesclavo convertido en el primer negro Marshall de EE.UU, Bass Reeves.

## Premios y nominaciones
Premios Óscar
| Año  | Categoría              | Película       | Resultado |
| ---- | ---------------------- | -------------- | --------- |
| 2017 | Hasta el último hombre | Mejor película | Nominado  |